# Trata de mujeres

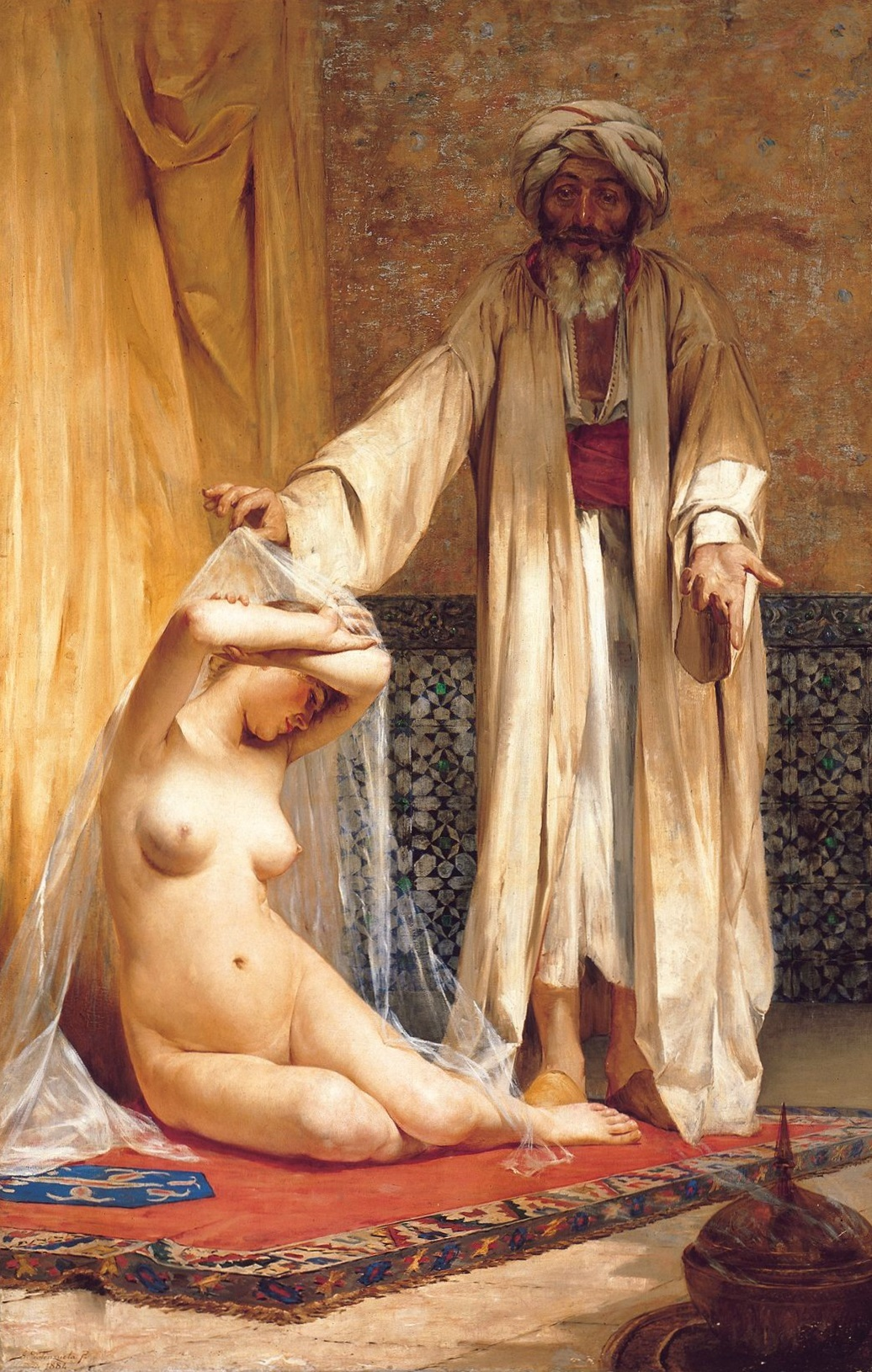
La perla del mercader, pintura del chileno Alfredo Valenzuela Puelma, 1884.

La trata de mujeres es una de las modalidades de la trata de personas más practicadas en el mundo. La trata de mujeres en su esencia, se presta a la esclavitud sexual y a la venta de la mujer como objeto sexual.
Según Informe de Amnistía Internacional, la trata de personas es una de las formas ilegales más lucrativas en el mercado mundial. Datos de la OIT (Organización Internacional del Trabajo) estiman que el tráfico humano mueva por año cerca de 32 mil millones de dólares.
La Convención de Palermo, uno de los pocos marcos legales que abordan el trato de personas, lo define como el reclutamiento, el transporte, la transferencia, el alojamiento de personas utilizándose de amenaza, uso de la fuerza, formas de coacción y abuso de autoridad sobre situaciones de vulnerabilidad para fines de explotación.
Según cálculos del Instituto Europeo para el Control y Prevención del Crimen, cerca de 500 mil personas son traficadas de países más pobres para este continente por año. En cuanto al tráfico de personas para fines sexuales, se estima que 98% de las víctimas en todo el mundo son mujeres.
Para quien realiza este tipo de explotación, la actividad tiene bajos riesgos y altos logros. Las mujeres traficadas entran en su país de destino con visa de turista y la acción de la explotación sexual muchas veces es camuflada en los registros por actividades legales como el agencias de modelos, niñeras, camareras o bailarinas.
Pocas de las mujeres víctimas de este crimen tienen conciencia de que la migración se destina a la explotación sexual. A veces ellas permanecen en una cárcel privada, bajo permanente vigilancia, además de sufrir prejuicio y discriminación por parte de los clientes y de los dueños de los establecimientos.
Se sabe que esas mujeres trabajan de 10 a 13 horas diarias en el mercado del sexo, no pudiendo rechazar clientes y siendo sometidas al uso abusivo de drogas y alcohol para permanecer despiertas .Ellas acaban sin reconocerse cómo traficadas, no se dan cuenta de la grave explotación que sufren, sólo admiten que fueron engañadas.
El tráfico para fines de explotación sexual trae irreversibles consecuencias a las mujeres. Estas quedan expuestas a todo tipo de enfermedades de trasmisión sexual, inclusive al virus VIH, sufren ataques físicos por parte de los clientes, son atacadas sexualmente por los reclutadores, tienen que lidiar con constantes amenazas o intimidaciones por todo el periodo que permanecen en régimen de esclavitud sexual, además de destinar todo el dinero que recaudan para pagar la deuda contraída con los proxenetas.
Para la Asociación para la Prevención y Reinserción de la Mujer Prostituida (APRAMP) la situación de las brasileñas insertadas en este mercado de explotación merece atención. La institución alerta que lo Brasil es hoy el país con mayor número de mujeres traficadas para fines sexuales de Sudamérica. Datos de la Investigación Nacional sobre el Trata de mujeres, Niños y Adolescentes (PESTRAF) contabilizan 110 rutas nacionales y 131 rutas internacionales, siendo 32 de esas para España.
Lo más alarmante es que se detectó que viene aumentando la cantidad de brasileñas que entran en los países de lengua latina de Europa para fines de explotación sexual. De ellas, muchas están sufriendo una nueva forma de explotación: la reventa. Las mujeres permanecen un pequeño periodo, menos de 28 días, en un establecimiento de prostitución, enseguida son revendidas a otros establecimientos con la finalidad llevar nuevas posibilidad de elección de los clientes. Para la estudiosa del asunto Iana Maté, el aumento de ese comercio de cambio es consecuencia de la relación de traficantes de narcóticos con la explotación sexual, llevando a este ramo la administración en red y la renovación de mercancía para lucrar más.

## Perfil

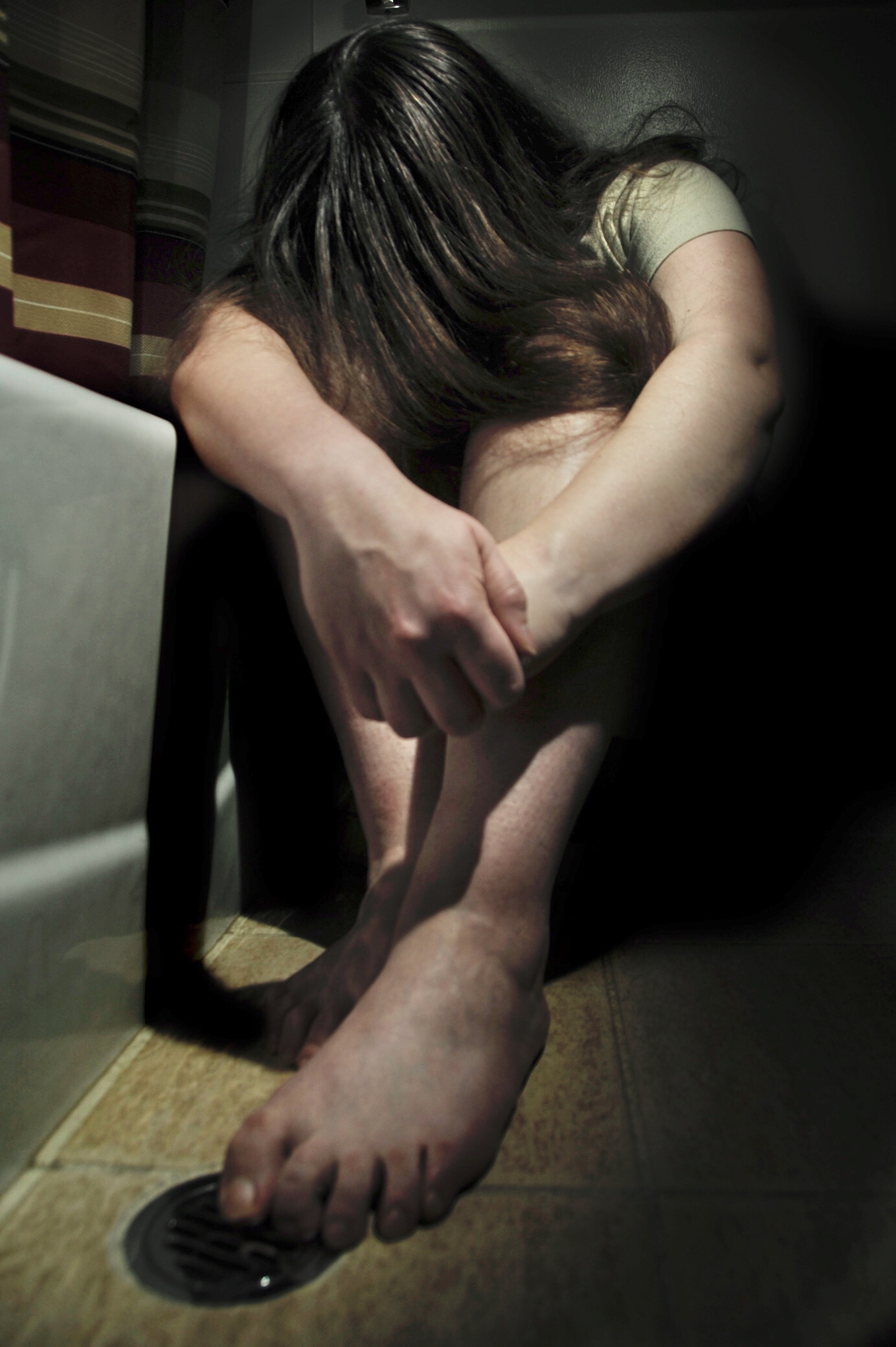
Mujer llorando en un baño. Miles de mujeres en el mundo sufren las consecuencias del tráfico para el comercio y explotación sexual.

La Fundación francesa Scelles, que lucha contra la explotación sexual, divulgó que hay cerca de 42 millones de personas en situación de prostitución en el mundo; 75% de esas son mujeres con edad entre 13 y 25 años.
El informe de la OIT sobre el asunto añade que son de clases populares, presentan baja escolaridad, habitan en espacios urbanos periféricos con carencia de saneamiento, transporte (de entre otros bienes sociales comunitarios), viven con familiares, tienen hijos y ejercen actividades laborales con baja remuneración. Muchas de ellas ya fueron sometidas a alguna forma de prostitución.
El mismo informe evalúa que entre las causas del tráfico de personas para fines de explotación sexual están: inestabilidad política, económica y civil en regiones de conflicto, emigración no legalizada, violencia doméstica, ausencia de oportunidades de trabajo. Esta última es mayor motivación por cuenta de la vulnerabilidade social y económica en que esa situación inserta las mujeres.
Esta dura realidad coloca a toda clase trabajadora y en específico a las mujeres la necesidad de luchar para colocar fin a esta explotación y opresión. Coloca la necesidad de organización para que haya de una vez por todas este sistema, que se utiliza el cuerpo, la sangre y trabajo de una enorme parte de la población para enriquecer una minoría.

## Trata de mujeres en Chile
De acuerdo al Instituto Católico de Migraciones (INCAMI) Chile se ha transformado en los últimos años en un paraíso de las redes de crimen organizado que trafican con migrantes que tienen como destino Chile o utilizan el país como lugar de tránsito hacia otros países, debido al buen momento económico de Chile, la falta de regulación y aplicación de las leyes en forma adecuada en esta materia. 
Se ha detectado que las personas son engañadas y traídas a Chile con promesas de trabajo, pero que luego son objeto de explotación laboral o sexual.
De acuerdo al Instituto Nacional de Derechos Humanos (INDH) Chile aparece como un país que puede brindar nuevos horizontes desde el punto de vista económico y eso atrae a las personas más vulnerables que buscan oportunidades. 
En el año 2011, en Chile se aprobó la Ley N°20,507 de Tráfico ilícito de migrantes y trata de personas. Sin embargo, sólo el INDH se ha detectado al menos nueve casos desde que se aprobó esta ley hasta julio de 2015, en los que podría haber más de 40 personas afectadas en sus derechos en cada caso estudiado.
De acuerdo al INDH, Chile no cumple plenamente con las normas mínimas que permitan la eliminación de la trata de personas a pesar de que se realiza un gran esfuerzo con estos fines. 
Ya en el año 2012, un informe del Departamento de Estado de los Estados Unidos indicaba que Chile ya no solo sería un país de tránsito, sino también de destino y últimamente de origen para el tráfico de personas.
Existen factores de vulnerabilidad que afecta en el consentimiento de las mujeres, que incluye procesos de manipulación, destrucción de sus redes sociales, desvinculación con sus familias o generar vínculos con otras personas, provocando una privación del consentimiento y la voluntad de las mujeres, entre otras.
INDH ha detectado casos en los que aquellas mujeres que han logrado escapar y denunciar los hechos de tráfico ilegal a la justicia, sin embargo se han tenido que enfrentar a procesos legales donde se les ha cuestionado o indagado su vida sexual pasada, exponiendo a estas personas vulneradas nuevamente a verdaderos martirios.
Existen casos registrados de trata de blanca de mujeres traídas de países tan distantes como China, el denominado caso de Las Poetas chinas en octubre de 2011, que utilizaban a Chile como paso para luego enviarlas a Europa, Estados Unidos Canadá.  Como también casos más recientes del tráfico de jóvenes surcoreanas que fueron engañadas y traídas a Chile para trabajar como modelos y terminaron en una red de prostitución de la colonia coreana residente.

## Estadísticas
La Trata de mujeres es crimen en la mayor parte de los países, incluyendo Brasil, lo que no impide su práctica. En consonancia con la Organización de las Naciones Unidas, cerca de 2,5 millones de personas son vendidas cada año y de estas, 80% son mujeres y víctimas del tráfico sexual.
El tráfico de esclavas blancas continúa en el estado sionista de Israel, donde cerca de 2000 jóvenes originarias de la ex-URSS fueron llevadas a la fuerza los últimos años, y fueron obligadas a prostituirse. En consonancia con el libro "In Foreign Parts: Trafficking in Women in Israel" (En Regiones Extranjeras: Traficando Mujeres en Israel), de Ilana Hammerman, publicado en 2004, miles de mujeres son secuestradas anualmente, la mayoría proceden de Rusia, Ucrania, Moldavia, Uzbekistán y China, y son comerciadas en Eretz Israel.